# Гурфинкель, Яхав
Яхав Гурфинкель (ивр. יהב גורפינקל‎; род. 27 июня 1998, Амикам, Израиль) — израильский футболист, защитник шведского «Норчёпинга».

## Клубная карьера
Является воспитанником «Маккаби» из Хайфы. В составе молодёжной команды принимал участие в Юношеской лиге УЕФА. На первых этапах израильтяне прошли команды солигорского «Шахтёра» и московского «Динамо» и вышли в плей-офф турнира, где с минимальным счётом уступили дортмундской «Боруссии». 21 января 2017 года дебютировал за основную команду в чемпионате Израиля в матче с «Ирони» из Кирьят-Шмоны, появившись на поле в конце второго тайма. Затем на протяжении нескольких лет выступал на правах аренды за  «Хапоэль» из Нацрат-Илита, «Хапоэль» из Хадеры и «Хапоэль» из Хайфы.
7 июля 2021 года стал игроком шведского «Норчёпинга», подписав с клубом контракт на три с половиной года. 25 июля Гурфинкель дебютировал в чемпионате Швеции. В матче с «Хаммарбю» он появился на поле на 84-й минуте вместо Кристофера Тело.

## Карьера в сборной
Выступал за различные юношеские сборные Израиля. 31 мая 2018 года дебютировал в молодёжной сборной в товарищеском матче со сборной Словении.

## Клубная статистика
| Выступление             | Выступление      | Выступление      | Лига | Лига | Кубки | Кубки | Конт. кубки | Конт. кубки | Итого | Итого |
| Клуб                    | Лига             | Сезон            | Игры | Голы | Игры  | Голы  | Игры        | Голы        | Игры  | Голы  |
| ----------------------- | ---------------- | ---------------- | ---- | ---- | ----- | ----- | ----------- | ----------- | ----- | ----- |
| Маккаби (Хайфа)         | Лигат ХаАль      | 2016/17          | 3    | 0    | 2     | 0     | 0           | 0           | 5     | 0     |
| Маккаби (Хайфа)         | Лигат ХаАль      | 2019/20          | 0    | 0    | 1     | 0     | 0           | 0           | 1     | 0     |
| Маккаби (Хайфа)         | Лигат ХаАль      | 2020/21          | 0    | 0    | 2     | 0     | 0           | 0           | 2     | 0     |
| Маккаби (Хайфа)         | Итого            | Итого            | 3    | 0    | 5     | 0     | 0           | 0           | 8     | 0     |
| → Хапоэль (Нацрат-Илит) | Лига Леумит      | 2017/18          | 36   | 4    | 0     | 0     | 0           | 0           | 36    | 4     |
| → Хапоэль (Нацрат-Илит) | Итого            | Итого            | 36   | 4    | 0     | 0     | 0           | 0           | 36    | 4     |
| → Хапоэль (Хадера)      | Лигат ХаАль      | 2018/19          | 22   | 0    | 4     | 0     | 0           | 0           | 26    | 0     |
| → Хапоэль (Хадера)      | Лигат ХаАль      | 2019/20          | 28   | 0    | 1     | 0     | 0           | 0           | 29    | 0     |
| → Хапоэль (Хадера)      | Итого            | Итого            | 50   | 0    | 5     | 0     | 0           | 0           | 55    | 0     |
| → Хапоэль (Хайфа)       | Лигат ХаАль      | 2020/21          | 30   | 0    | 2     | 0     | 0           | 0           | 32    | 0     |
| → Хапоэль (Хайфа)       | Итого            | Итого            | 30   | 0    | 2     | 0     | 0           | 0           | 32    | 0     |
| Норчёпинг               | Алльсвенскан     | 2021             | 5    | 0    | 1     | 0     | 0           | 0           | 6     | 0     |
| Норчёпинг               | Итого            | Итого            | 5    | 0    | 1     | 0     | 0           | 0           | 6     | 0     |
| Всего за карьеру        | Всего за карьеру | Всего за карьеру | 124  | 4    | 13    | 0     | 0           | 0           | 137   | 4     |